# 佐川玄彝
佐川 玄彝（さがわ げんい、1866年5月18日（慶応2年4月4日） - 1944年（昭和19年）5月13日）は、日本の僧侶。曹洞宗總持寺独住第15世貫首、永平寺第72世貫首。道号は訓山玄彝。

## 来歴
1866年（慶応2年）周防国大島郡（後の山口県大島郡蒲野村、現・周防大島町）生まれ。1882年3月3日屋代村の龍心寺大村玄英について得度。1891年曹洞宗大学林（現駒澤大学）卒業（卒業証書授与は1892年春）。同年、曹洞宗管長より山形県米沢市の曹洞宗中学林の教授に任命される。1892年師匠の病気のため辞職し看病に務める。1893年2月、龍心寺住職。1894年山口県曹洞宗中学林の教授。1913年曹洞宗第四中学林の第3代学林長に就任。教え子に、衛藤即応、永久俊雄、大久保道舟、杉岡規道、宮崎文輝、岡本素光、在校生には田辺哲涯、水野弘元らがいた。
1937年曹洞宗師家。1941年曹洞宗大教師、總持寺西堂。1943年総持寺独住第15世貫首、1944年永平寺72世貫首に就任。
1944年5月13日山口県防府市の多々良学園長の田中俊英宅にて遷化、78歳。